# Ivesia lycopodioides
Ivesia lycopodioides är en rosväxtart som beskrevs av Samuel Frederick Gray. Ivesia lycopodioides ingår i släktet Ivesia och familjen rosväxter.

## Underarter
Arten delas in i följande underarter:
- I. l. megalopetala
- I. l. scandularis